# Raphaël Gauvain
Pour les articles homonymes, voir Gauvain (homonymie).
Raphaël Gauvain, né le 10 avril 1973 à Paris (14e), est un avocat et homme politique français.
Membre de La République en marche, il est élu député dans la 5e circonscription de Saône-et-Loire lors des élections législatives de 2017.

## Biographie
Raphaël Gauvain naît le 10 avril 1973 à Paris. Il grandit à Chalon-sur-Saône et fait ses études de droit à Paris. Pendant ses études, sa mère se marie à l'ancien ministre de la Justice, Dominique Perben.
Il travaille pendant deux ans à l'ambassade de France aux États-Unis, en tant que conseiller juridique. Il devient avocat inscrit au barreau de Paris en 2001. En 2005, il est élu 1ersecrétaire de la Conférence du Stage, et fait l’éloge d’Emile Laffon à son discours de rentrée. Il crée ensuite son cabinet en France, spécialisé en contentieux[pas clair], avec Felix de Belloy. Il a notamment défendu les sénateurs Jean-Claude Carle et René Garrec dans l'affaire du détournement de fonds publics au profit de sénateurs UMP.

## Député
En juin 2017, il est élu député dans la 5e circonscription de Saône-et-Loire avec 55,09 % des suffrages exprimés, face au candidat des Républicains et de l'UDI, et maire de Chalon-sur-Saône, Gilles Platret. Il se fait alors omettre du barreau, et quitte son cabinet. Il ne se représente pas aux élections de juin 2022.

### Loi renforçant la sécurité intérieure et la lutte contre le terrorisme (loi SILT)
Le 11 juillet 2017, il est nommé rapporteur du projet de loi SILT qui vise à renforcer la sécurité intérieure et la lutte contre le terrorisme. Il a été présenté le 22 juin devant le Parlement. Ce texte doit remplacer l'état d'urgence, et propose d'en organiser « une sortie maîtrisée », selon le gouvernement. Le Conseil d'État a donné son feu vert à ce projet de loi le 15 juin. Le 30 octobre 2017, la loi est promulguée. L’état d’urgence prend fin le lendemain, et les dispositions de la loi renforçant la sécurité intérieure et la lutte contre le terrorisme entrent en vigueur[réf. souhaitée].
Il est chargé aux côtés des députés Yaël Braun-Pivet et Éric Ciotti du contrôle parlementaire de la loi SILT. Celle-ci voit sa prolongation jusqu'à fin juillet 2021, adoptée le 17 décembre 2020.

### Proposition de loi sur le secret des affaires
Raphaël Gauvain porte en mars 2018 la proposition de loi controversée sur le droit du secret des affaires, et qui vise à la transposition en droit français d'une directive européenne. Tout en protégeant le secret des affaires, elle aménage des exceptions pour les lanceurs d'alerte et les représentants du personnel.
Une tribune signée par plusieurs sociétés de journalistes et personnalités indique que la directive européenne a été « élaborée par les lobbys des multinationales et des banques d’affaires qui souhaitaient un droit plus protecteur pour leurs secrets de fabrication et leurs projets stratégiques, alors que le vol de documents et la propriété intellectuelle sont déjà encadrés par la loi » et redoute des conséquences juridiques, sociales, environnementales et sanitaires graves, car « la définition des « secrets d’affaires » est si vaste que n’importe quelle information interne à une entreprise peut désormais être classée dans cette catégorie »,,.
L'Assemblée adopte la proposition de loi en première lecture le 28 mars 2018, en insérant un dispositif innovant sanctionnant d’une amende civile celui qui agit de manière dilatoire ou abusive sur le fondement du secret des affaires (les « procédures bâillons »). L’amende est plafonnée à 20 % du montant de la demande de dommages et intérêts ou 60 000 €, sans préjudice d’indemnités versées à la partie victime de la procédure dilatoire. Le 21 juin 2018, la loi est définitivement adoptée par le Parlement. Le 26 juillet 2018, le Conseil constitutionnel valide la totalité de loi sur le secret des affaires.
L'association de lutte contre la corruption Anticor lui attribue en 2019 son « prix casserole  » pour la loi sur le secret des affaires. Elle estime qu'il a, « en défendant une transposition servile de la directive, fait de l’opacité la règle et de la transparence l’exception »,,.

### Souveraineté et protection à l'égard des lois et mesures à portée extraterritoriale
Le 18 juillet 2018, il a été chargé par le Premier Ministre Edouard Philippe d’une mission sur les mesures de protection des entreprises françaises confrontées à des procédures donnant effet à des législations de portée extraterritoriale. Plusieurs entreprises françaises ayant fait ces dernières années l’objet de procédures judiciaires initiées sur le fondement de législations de portée extraterritoriale qui ont eu des conséquences économiques et financières majeures. La mission devait faire un état du droit existant, présenter l'état de la menace et faire des propositions concrètes de renforcement de l'arsenal juridique français, concernant notamment la loi no 68-678 du 26 juillet 1968 relative à la communication de documents et renseignements d'ordre économique, commercial, industriel, financier ou technique à des personnes physiques ou morales étrangères (dite « loi de blocage »). Pour ce faire il a été placé auprès de Mme Nicole Belloubet, Garde des Sceaux, Ministre de la Justice, de M. Jean-Yves Le Drian, Ministre de l’Europe et des Affaires Etrangères et de M. Bruno Le Maire, Ministre de l’Économie et des Finances.
Après six mois de travail et 250 auditions, le député remet son rapport au Premier Ministre et formule neuf propositions. Le rapport met notamment en avant les signes d'une instrumentalisation de l'appareil judiciaire américain aux fins de guerre économique contre l'Europe ».Le député déclare  que les États-Unis se sont servis du droit comme "d'une arme de destruction dans la guerre économique".  La grande vulnérabilité des entreprises françaises qui ne disposent pas aujourd'hui des outils juridiques efficaces pour se défendre contre les actions judiciaires extraterritoriales engagées à leur encontre, que ce soit par des concurrents ou par des autorités étrangères est elle aussi mise en avant dans un constat partagé par l'ensemble des acteurs dossier. L'une des propositions consiste en un "RGPD" pour les entreprises face au Cloud Act américain, où le député imagine de sanctionner par une amende à hauteur de 4 % de leur chiffre d'affaires les entreprises informatiques américaines qui transmettraient des données stratégiques françaises à la justice américaine. « Il y a une certaine forme d'urgence juridique et symbolique à passer un certain nombre d'actes pour notre souveraineté ». Nicole Belloubet, Garde des Sceaux a apporté son appui aux mesures du rapport Gauvain de protection des entreprises contre les lois extraterritoriales, en particulier, au  « privilège de confidentialité » pour les juristes d'entreprises, une boîte noire aux yeux des services d'enquête. Elle déclare notamment à l'Assemblée que « Le « legal privilege » est un outil très utile contre les actions agressives qui permettent de capter des informations stratégiques et non de collecter des preuves ». Son successeur à la Chancellerie, Éric Dupond-Moretti fait de même en novembre 2020,.Bruno Le Maire, Ministre de l'économie apporte lui son soutien aux propositions du rapport devant la commission des Affaires Étrangères de l'Assemblée Nationale. Les mesures du rapport Gauvain attendent leur inscription prochaine à l'agenda législatif.
Raphaël Gauvain poursuit notamment son travail en 2020 sur la question en participant notamment à une Task Force inédite regroupant industriels, banques et parlementaires français et allemands mobilisés pour réfléchir à des mesures de coercition contre les « agressions » des États-Unis et de la Chine visant les entreprises et les États européens. Elle dévoile ses propositions en octobre 2020 en prônant l'emploi d'un mécanisme de contre-sanctions en dernier recours, la création d'une autorité européenne équivalente à l'OFAC américain chargé de l'application de sanctions, la création d'une banque européenne d'exportation dotée de représentants gouvernementaux de haut niveau, ainsi qu'un euro numérique. L'objectif est d'offrir des services de paiement pour contourner l'utilisation du dollar.

### Proposition de loi visant à instaurer des mesures de sûreté pour les terroristes sortant de prison
En 2020, il dépose, avec Yaël Braun-Pivet, une proposition de loi visant à instaurer des mesures de sûreté pour les terroristes sortant de prison. Celle-ci prévoit une forme d'assignation à résidence pour des personnes sortant de prison après avoir purgé leur peine, à travers des mesures telles qu'un suivi par le service pénitentiaire d'insertion et de probation, des obligations de pointage dans un commissariat, le port de bracelet électronique, l'interdiction de quitter le territoire ou de paraître dans certaines communes ou catégories de lieux, l’obligation de déclarer son emploi et son domicile et de ne pouvoir en changer qu’avec l’autorisation préalable du juge ; ces mesures pouvant durer jusqu'à 10 ans au plan délictuel et 20 ans au plan criminel,,. De telles mesures étaient réclamées de longue date par une partie de la droite et par le parquet national antiterroriste.
Le texte est soutenu par le gouvernement, tandis que des défenseurs des libertés publiques et le Conseil national des barreaux contestent le texte, qui instaure selon eux une « peine après la peine » ; la Commission nationale consultative des droits de l'homme met en cause un dispositif disproportionné,,. Consulté en amont, le Conseil d’État considère que ces mesures de restrictions de libertés n’apportent aucune garantie en matière de prévention de la récidive terroriste et préconise que leur durée ne puisse excéder cinq ans.
Richard Ferrand, président de l'Assemblée nationale, saisit le Conseil constitutionnel afin de s'assurer qu'il existe bien « une conciliation satisfaisante entre, d'une part, la prévention des atteintes à l'ordre public nécessaire à la sauvegarde des droits et principes de valeur constitutionnelle et, d'autre part, l'exercice des libertés constitutionnelles garanties ». Yaël Braun-Pivet salue alors « une décision importante, à la hauteur des enjeux ». Le groupe socialiste du Sénat saisit lui aussi, le lendemain, le Conseil constitutionnel.
Ce dernier censure l'essentiel du texte.